# Ulysse Plaud
Ulysse Plaud, född,1933 i Aix-en-Provence i Frankrike, är en fransk-svensk skulptör. 
Plaud studerade och arbetade länge vid olika ateljéer i Paris. Han träffade 1967 Mieke Heybroek och de inledde ett samarbete som resulterade i ett flertal uppmärksammade utställningar. Separat eller tillsammans med Heybrocek har han ställt ut i bland annat i Sverige, Danmark, Turkiet, Grekland och Nederländerna. Bland hans offentliga arbeten märks utsmyckningar på Leksands bibliotek och i Säter, Falun och Grängesberg. Plaud är representerad vid Statens konstråd samt i ett flertal kommuner och landsting. 